# Реал де Сан Дијего (Сантијаго Папаскијаро)
Реал де Сан Дијего (шп. Real de San Diego) насеље је у Мексику у савезној држави Дуранго у општини Сантијаго Папаскијаро. Насеље се налази на надморској висини од 1760 м.

## Становништво
Према подацима из 2005. године у насељу је живело 9 становника.

### Хронологија
| Година       | 2005 |
| ------------ | ---- |
| Становништво | 9    |

### Попис
| # | Индикатор                        | Вредност |
| - | -------------------------------- | -------- |
| 1 | Укупно појединачних домаћинстава | 1        |